# Nous, le peuple
Ne doit pas être confondu avec Nous le peuple.
Pour la liste de candidats aux élections européennes, voir Liste des listes aux élections européennes de 2024 en France#Listes.
Nous, le peuple (The Omega Glory) est le vingt-troisième épisode de la deuxième saison de la série télévisée Star Trek. Il fut diffusé pour la première fois le 1er mars 1968 sur la chaîne américaine NBC.
L'équipage de l'Enterprise découvre l'USS Exeter inhabité, en orbite autour de la planète Omega IV. Une fois à bord le capitaine Kirk découvre les restes de l'équipage, tué par un virus probablement ramené de la planète. Sur la planète, Kirk retrouve le capitaine de l'Exeter, Ronald Tracey.

## Distribution

### Acteurs principaux
- William Shatner — James T. Kirk (VF : Yvon Thiboutot)
- Leonard Nimoy — Spock (VF : Régis Dubost)
- DeForest Kelley — Leonard McCoy
- George Takei — Hikaru Sulu
- Nichelle Nichols — Uhura

### Acteurs secondaires
- Morgan Woodward - Capitaine Ronald Tracey
- Ed McCready - Dr. Carter
- Roy Jenson - Cloud William
- Irene Kelly - Sirah
- Lloyd Kino - Wu
- David L. Ross - Lieutenant Galloway
- Morgan Farley - Savant Yang
- Frank Atienza - Villageois de Kohm
- Frank da Vinci - Gardien
- Eddie Paskey - Lieutenant Leslie
- William Blackburn - Lieutenant Hadley

## Résumé
L'Enterprise approche de l'orbite de la planète Omega IV. L'équipage découvre sur son orbite, l'USS Exeter un vaisseau disparu depuis six mois. Le capitaine Kirk, Spock, le Docteur McCoy et le lieutenant Galloway se téléportent à son bord. L'Exeter est entièrement vide et les rares membres d'équipage ont été réduits à l'état d'une substance semblable à du cristal. Ils retrouvent le journal de bord du médecin du vaisseau qui les averti que l'équipage a contractée une maladie mortelle et que quiconque se retrouvant à bord du vaisseau va la contracter.
L'équipe se téléporte sur Omega IV et se retrouvet dans un village où les habitants sont habillés comme des tibétains au moment où une exécution publique semble avoir lieu. Le chef du village n'est autre que le capitaine Ron Tracey, l'ancien commandant de l'Exeter. Celui-ci arrête l'exécution en voyant Kirk. Il leur explique qu'une maladie a ravagé le vaisseau mais que l'air de la planète permet d'y être immunisé à condition de ne pas en repartir. Le village, peuplé d'habitants se nommant les « Kohms »" est en guerre contre des « Yangs », des tribus sauvages.
Le village est attaqué par les Yangs et Galloway est blessé. Dans une hutte, Spock retrouve des phasers, signifiant que Tracey offre des armes modernes aux Khoms, ce qui enfreint la Directive Premiere. Kirk tente d'en avertir l'Enterprise, mais Tracey arrive sur place, lui confisque son communicateur et désintègre Galloway avant qu'il ne lui tire dessus. Tracey se pose en défenseur de cette planète qu'il estime être un paradis. Il a découvert que les hommes peuvent vivre des milliers d'années et n'y ont jamais contractés une seule maladie. Il veut que le Dr McCoy étudie l'atmosphère de la planète pour déterminer ce qui en fait la spécificité afin d'en produire un produit miracle.
Pendant ce temps, Kirk et Spock sont envoyés en prison. Kirk se retrouve en cellule face à Cloud William et Sirah deux yangs qui l'attaquent. Il tente de sympathiser avec ceux-ci en leur montrant comment s'échapper en descellant les barreaux de la prison. Cloud Williams l'assomme et s'enfuit. Spock et Kirk retrouvent McCoy qui leur apprend que la planète ne possède aucune propriété médicinale : les hommes y vivent vieux car ils descendent des rescapés d'une guerre atomique et bactériologique. À la suite d'une tentative de chantage par Tracey, lui et Kirk finissent par se battre. Ils sont retrouvés par des Yangs qui les capturent.
Au village des Yangs, ils découvrent que leur chef est Cloud Williams et que tous vénèrent un antique drapeau américain ainsi qu'ils récitent une version transformée du serment d'allégeance. Kirk et Spock découvrent que leurs civilisations s'inspirent de celles de la Terre, les Yangs étant les Yankees et les Kohms les Communistes. Les habitants d'Omega IV furent sous l'influence d'une guerre froide qui s'est soldée par une guerre nucléaire.
À la suite des accusations de Tracey, les Yangs se demandent si les hommes de l'Enterprise ne sont pas des démons, s'appuyant sur une vieille image de Satan tirée de leur bible, qui ressemble à Spock. Ils finissent par déterminer cela en combat à mort entre Kirk et Tracey. Spock réussit à fasciner télépathiquement Sirah pour qu'elle lui donne un communicateur. Le lieutenant Sulu se téléporte avant la fin du combat avec des hommes, ce que les Yangs prennent pour des anges. Tracey est emmené afin d'être jugé par la fédération tandis que Kirk explique aux Yangs les véritables mots de la déclaration d'indépendance et leur dit qu'ils doivent vivre en paix avec les Khoms.

### Continuité
- Les personnages de Montgomery Scott et Pavel Chekov n'apparaissent pas dans cet épisode.
- Le lieutenant Galloway qui meurt dans cet épisode, réapparaît, vivant, dans l'épisode L'Importun
- C'est la seconde fois après La Machine infernale que l'on voit un vaisseau de la fédération similaire à l'Enterprise.

## Production

### Écriture
L'idée à la base de l'épisode faisait partie des premières idées d'épisodes proposées par le créateur de la série, Gene Roddenberry et fut même proposée en juin 1965 pour servir de second pilote à la série sous le nom de "The Omega Story" "l'histoire Omega."
Le premier script n'était pas tellement différent dans son ton et dans son message, mais n'avait pas les mêmes personnages. Le personnage du Docteur McCoy n'existait pas et était remplacé par le chirurgien du vaisseau, nommé Milton Perry. Celui-ci devait accompagner Kirk, Spock, ainsi que deux autres recrues appelées le Lieutenant Piper et le Lieutenant Phil Raintree qui devaient être tués lors de l'aventure. Le vaisseau retrouvé s'appelait l'USS Argentina, Kirk et Tracey devaient s'affronter au pistolet, Spock se faisait tirer dessus mais survivait grâce à sa physiologie vulcaine et comme dans Demain sera hier, l'ordinateur de bord avait une personnalité féminine aguicheuse. Spock devait réussir à fasciner Sirah non pas grâce à sa télépathie mais avec un pouvoir que les Vulcains ont sur les femmes. On devait aussi voir le Dr Carter de l'Exeter se dissoudre face caméra.
L'épisode ne fut pas choisi comme pilote, NBC préférant Où l'homme dépasse l'homme mais, Roddenberry souhaitait produire tout de même l'épisode pour la première saison. La chaîne, qui trouvait le script de l'épisode "faible" lui demanda de le mettre de côté et celui-ci ne vit le jour qu'à partir de la seconde saison,. En septembre 1967, Roddenberry demanda au couple de scénariste Les et Tina Pine de réécrire le script mais l'épisode ne respectait pas les normes de la production et en novembre 1967 Roddenberry entreprit la réécriture lui-même. Le script fut fini le 15 décembre 1967.
Si Roddenberry était fier de son script, au point de le soumettre à l'académie des Emmy, il déplaisait au producteur Robert Justman qui écrivit un long mémo où il pointait les faiblesses de l'épisode. Le trouvant trop incisif, il finit par en parler à Roddenberry, qui finalement n'en tint pas compte.

### Casting
- Morgan Woodward qui joue le rôle de Ronald Tracey, avait déjà joué le rôle de Simon Van Gelder dans l'épisode Les Voleurs d'esprit
- L'acteur David L. Ross reviendra dans le rôle du Lieutenant Johnson dans l'épisode La Colombe et du lieutenant Galloway dans L'Importun

### Tournage
Le tournage eut lieu du 15 au 26 décembre 1967 au studio de la compagnie Desilu sur Gower Street à Hollywood, sous la direction du réalisateur Vincent McEveety.

### Post-production
Une scène de débat entre McCoy et Spock fut supprimée lors du montage. Elle expliquait que les habitants d'Omega descendait peut-être d'une communauté de colons humains, ce qui expliquerait leur ressemblance avec la culture terrienne.
La voix de l'acteur Roy Jenson fut altérée numériquement afin de la faire paraître plus grave qu'elle n'est à l'origine.

## Diffusion et réception critique

### Diffusion américaine
L'épisode fut retransmis à la télévision pour la première fois le 1er mars 1968 sur la chaîne américaine NBC en tant que vingt-troisième épisode de la deuxième saison. Durant les crédits de fin de l'épisode, NBC annoncera publiquement que la série est renouvelée pour une troisième saison avec la mention « ne nous envoyez plus de lettres. » À l'époque, la rumeur d'une annulation de la série avait circulé et une campagne de protestation par lettre avait été organisée par Roddenberry et Bjo Trimble.

### Diffusion hors États-Unis
L'épisode fut diffusé au Royaume Uni le 24 août 1970 sur BBC One. En version francophone, l'épisode fut diffusé au Québec en 1971. En France, l'épisode est diffusé le 8 août 1986 lors de la rediffusion de l'intégrale de Star Trek sur La Cinq.

### Réception critique
L'épisode fait partie des moins apprécié de la série. Dans un classement pour le site Hollywood.com Christian Blauvelt place cet épisode à la 65e position sur les 79 épisodes de la série originelle trouvant l'épisode peu original. Pour le site The A.V. Club Zack Handlen donne à l'épisode la note de D+ trouvant que si l'épisode est relativement ennuyeux durant les deux premiers tiers, il devient carrément illogique dans la dernière partie avec deux civilisations ayant développé la même culture que la Terre, sans en avoir jamais entendu parler.
"Nous, le peuple" fut aussi critiqué pour son racisme sous-jacent. Ainsi, dans son livre, Star Trek and History: Race-ing Toward a White Future l'auteur Daniel Leonard Bernardi estime que l'épisode montre que si au départ, les Yangs sont des hommes caucasiens se comportant comme des sauvages, face aux Khoms aux traits asiatiques mais civilisés, le rapport de force change au cours de l'histoire, les Yangs devenant un peuple voulant récupérer ses terres.
Le professeur, Allan W. Austin, de la Misericordia University trouve quant à lui que cet épisode est basé inconsciemment sur l'idée du péril jaune et lié à un fort sentiment patriotique. Il reflète l'idée que le développement économique libéral et démocratique peut finalement mettre fin à toute forme de contestation sociale.

## Adaptations littéraires
L'épisode fut romancé sous forme d'une nouvelle de 28 pages écrite par l'auteur James Blish dans le livre Star Trek 10, un recueil compilant différentes histoires de la série et sortit en février 1974 aux éditions Bantam Books. Dans cette version le lieutenant Galloway s'appelle Raintree comme dans la première version du script et un débat entre Kirk et Tracey dans lequel celui-ci l'accuse d'avoir violé la directive première, supprimé lors du tournage, y est inclus.
La nouvelle dérivée de la série Forged in Fire raconte l'histoire du point de vue du Lieutenant Sulu et la nouvelle Forgotten History postule que les habitants d'Omega IV ont découvert la culture terrienne à la suite de la chute d'un cargo spatial contenant un drapeau américain ainsi qu'un exemplaire de la constitution américaine.

## Éditions commerciales
Aux États-Unis, l'épisode est disponible sous différents formats. En 1988 et 1990, l'épisode est sorti en VHS et Betamax. L'épisode sortit en version remastérisée sous format DVD en 1999 et 2004.
L'épisode connut une nouvelle version remasterisée sortie le 30 juin 2007 : l'épisode fit l'objet de nouveaux effets spéciaux, notamment les plans de la planète Omega IV, de l'Exeter et de l'Enterprise qui ont été refaisst à partir d'images de synthèse. Cette version est comprise dans l'édition Blu-ray, diffusée en septembre 2009.
En France, l'épisode fut disponible avec l'édition VHS de l'intégrale de la saison 2 en 2000. L'édition DVD est sortie le 18 novembre 2004 et l'édition Blu-ray le 27 avril 2009.